# Valerio Antonio Jiménez
Valerio Antonio Jiménez Hoyos (Marinilla, 29 de enero de 1806-Marinilla, 6 de diciembre de 1891), en ocasiones referido como Ximenes sin cambiar su pronunciación, fue un eclesiástico colombiano de la Iglesia católica, designado como primer obispo de la Diócesis de Medellín.

## Biografía
Valerio Antonio Jiménez Hoyos nació en Marinilla, Antioquia, el 29 de enero de 1806 y sus padres fueron José Alejandro Jiménez Zulúaga y María de la Luz Hoyos Gómez, que eran primos segundos. Su tío, el presbítero Isidoro Gómez Jiménez, hermano de su abuela materna María Rufina, jugó un papel vital en la educación y vocación del futuro primer obispo de Medellín.

### Vocación y estudios
En su niñez, su educación fue limitada y muy interrumpida por el proceso de la Independencia. En aquel entonces las escuelas eran muy pocas y las casas de los curas eran escuelas para los pobres, especialmente para los que mostraban vocación sacerdotal. Así fue como más tarde, el joven Jiménez estudio ciencias eclesiásticas con el presbítero Isidoro Gómez Jiménez, tío abuelo del mismo y quien fuere profesor de Teología y Cánones. 

### Sacerdocio
Fue ordenado sacerdote el 8 de febrero de 1829 en Rionegro, Antioquia, por Mariano Garnica y Orjuela, primer obispo de Antioquia. Fue nombrado como coadjutor de Abejorral, luego en enero de 1830 fue nombrado coadjutor de San Vicente, en junio de 1831 es nombrado cura propio de Cocorná y el 10 de febrero de 1836 cura propio de Marinilla. En esta última ejerció por 30 años y trabajo por la construcción del templo y fundó el colegio San José.
A partir del destierro de Domingo Antonio Riaño, tercer obispo de Antioquia, por orden del gran general Tomás Cipriano de Mosquera, ejerció como vicario general el presbítero Jiménez, ya que sus cuatro compañeros designados para la vicaría quedaron suspensos al someterse al “Decreto de tuición de cultos”, por el cual ningún sacerdote podía practicar las funciones del culto sin la autorización del poder ejecutivo. Posteriormente, el 7 de febrero de 1867, Juan Vicente Arbeláez Gómez, arzobispo de Santa Fe de Bogotá, lo nombra vicario capitular tras la muerte de Riaño ocurrida en Quito el 20 de julio de 1866.

### Episcopado
El 14 de febrero de 1868, el papa Pío IX, decretó la extinción de la Silla Episcopal de Santa Fe de Antioquia y erección de la Silla Episcopal de Medellín, la que debía conservar el título de la Silla suprimida, denominándose Diócesis de Medellín - Antioquia. Jiménez fue preconizado obispo de la nueva Diócesis el 13 de marzo, siendo consagrado en Bogotá el 28 de junio de 1868 por Arbeláez, arzobispo de Santa Fe de Bogotá. Inauguró solemnemente la Diócesis de Medellín el 8 de diciembre de 1868. Una vez posesionado, trasladó el Capítulo de la Catedral de Santa Fe de Antioquia a Medellín, lo mismo que el Seminario Mayor del Sagrado Corazón de Jesús, del cual nombró como rector al presbítero José Joaquín Isaza; decretó la construcción de la nueva catedral; reunió el primer sínodo en 1871 del 8 al 23 de diciembre; aprobó la restauración de la Diócesis de Antioquia; consagró a José Joaquín Isaza y a José Ignacio Montoya, quienes lo sucedieron en la sede Episcopal, fundó «El Repertorio Eclesiástico», periódico oficial de la Diócesis. En total ordenó 60 sacerdotes. 
El 29 de marzo de 1873, el obispo Jiménez por razones de edad y enfermedad se retira del gobierno diocesano. Lo sucedió Isaza quien fallece el 29 de diciembre de 1874, por lo cual Jiménez es nombrado vicario capitular en enero de 1875, para que administre la Diócesis mientras se nombra un nuevo prelado. En 1876 es nombrado como obispo de Medellín a José Ignacio Montoya Peláez, quien fallece el 15 de julio de 1884 y Jiménez fue elegido nuevamente como vicario capitular. Finalmente, Jiménez murió en su natal Marinilla el 6 de diciembre de 1891.